# Zhang Rui
Zhang Rui (Shandong, 17 de janeiro de 1989) é uma futebolista profissional chinesa que atua como meia.

## Carreira
Zhang Rui fez parte do elenco da Seleção Chinesa de Futebol Feminino, nas Olimpíadas de 2016. 